# Victoire de l'album pour enfants
La Victoire de l'album pour enfants de l'année est une ancienne récompense musicale française décernée annuellement lors des Victoires de la musique entre 1985 et 2001. Elle venait primer le meilleur album destiné au jeune public selon les critères d'un collège de professionnels.

## Palmarès

### Années 1980
- 1985 : Les Petits Ewoks de Dorothée
- 1987 : Histoires pour les 4/5 ans de Jean Rochefort

### Années 1990
- 1991 : La Petite Sirène raconté par Nathalie Baye
- 1992 : Pierre et le Loup de Prokofiev par Julien Clerc
- 1993 : Pierre et le Loup de Prokofiev récité par Lambert Wilson
- 1994 : Aladin et la Lampe merveilleuse récité par Sabine Azéma
- 1995 : L'Évasion de Toni d'Henri Dès et Pierre Grosz
- 1997 : Far West d'Henri Dès (2)
- 1999 : Émilie Jolie (2e version) de Philippe Chatel

### Années 2000
- 2001 : Du soleil d'Henri Dès (3)